# Pavilhão Multiusos de Odivelas
O Pavilhão Multiusos de Odivelas é um espaço polivalente em Odivelas, no distrito de Lisboa, e o segundo maior da capital, seguido da Meo Arena.
O pavilhão foi construído na freguesia das Colinas do Cruzeiro, perto do Estádio Arnaldo Dias, pertencente clube de futebol Odivelas FC, e foi inaugurado em 2010. O arquiteto José Cid criou um complexo de várias salas para variados usos numa área de 10.600 m². A nave principal tem 2.100 lugares sentados e configurada para concertos têm capacidade para 3.500 espectadores. Além de ser utilizado para concertos e espetáculos, possibilita também a prática de várias modalidades como andebol, basquetebol, futsal, hóquei em patins e vólei. Uma segunda nave de tamanho inferior permite modalidades como basquetebol ou vólei. Existem também três campos de squash, uma sala de ténis de mesa, uma sala de xadrez e um auditório com capacidade para 150 lugares.
As naves do pavilhão são habitualmente usadas para eventos desportivos regionais, nacionais e internacionais, bem como eventos culturais. Durante a pandemia da Covid-19, serviu como espaço de administração de vacinas.

## Lista de Eventos
- Outubro de 2011: Campeonato Português de Judo 2011
- Outubro 2011: Concerto de Xutos & Pontapés
- Maio de 2012: Festival Gímnico OdiGym
- Maio de 2012: Campeonato Português de Judo por Seleções 2012
- Janeiro de 2024: I Festa de Shorinji Kempo Nacional
- Abril de 2024: Campeonato Português de Jiu-Jitsu 2024

## Links da web
- Pavilhão Multiusos no Colinas Online (Português)

Coordenadas: 38° 47′ 25,6″ N, 9° 11′ 13,2″ W